# Comprimento da circunferência

Circunferência = π × diâmetro = 2π × raio

Em geometria, o comprimento da circunferência (do latim circumferens, que significa "carregar ao redor") é o perímetro de uma circunferência ou elipse. A circunferência é o comprimento do arco do círculo, como se ele fosse aberto e endireitado em um segmento de reta. De maneira geral, o perímetro é o comprimento da curva em torno de qualquer figura fechada.

## Círculo
O comprimento de um círculo é a distância ao redor dele, mas se, como em muitos tratamentos elementares, a distância for definida em termos de linhas retas, isso não poderá ser usado como definição. Nessas circunstâncias, a circunferência de um círculo pode ser definida como o limite dos perímetros de polígonos regulares inscritos à medida que o número de lados aumenta sem limites. O termo comprimento da circunferência é usado ao medir objetos físicos, bem como ao considerar formas geométricas abstratas.

### Relação comπ
O comprimento de uma circunferência está relacionada a uma das mais importantes constantes matemáticas. Essa constante, pi, é representada pela letra grega π. Os primeiros dígitos decimais do valor numérico de π são 3,141592653589793...
Pi é definido como a razão do comprimento C de uma circunferência em relação ao seu diâmetro d:
{\displaystyle \pi ={\frac {C}{d}}.}
Ou, equivalentemente, como a razão entre a circunferência e o dobro do raio. A fórmula acima pode ser reorganizada para isolar C:
{\displaystyle {C}=\pi \cdot {d}=2\pi \cdot {r}.\!}
A razão entre o comprimento da circunferência e seu raio é chamada de constante do círculo e é equivalente a 2π. O valor 2π também é a quantidade de radianos em uma volta. O uso da constante matemática π é onipresente na matemática, na engenharia e na ciência.
Em A Medida do Círculo [en], escrito por volta de 250 a.C., Arquimedes mostrou que essa proporção ({\displaystyle C/d,} já que ele não usou o nome π) era maior que 3⁠10/71⁠ mas menor que 3⁠1/7⁠ calculando os perímetros de um polígono regular inscrito e circunscrito de 96 lados. Esse método de aproximação de π foi usado durante séculos, obtendo mais precisão com o uso de polígonos com um número cada vez maior de lados. O último cálculo desse tipo foi realizado em 1630 por Christoph Grienberger, que usou polígonos com 1040 lados.

## Elipse
A noção de perímetro pode ser generalizada para elipses. Não existe uma fórmula geral para o comprimento de uma elipse em termos dos semieixos maior e menor da elipse que use apenas funções elementares. Entretanto, há fórmulas aproximadas em termos desses parâmetros. Uma dessas aproximações, devida a Euler (1773), para a elipse canônica,
{\displaystyle {\frac {x^{2}}{a^{2}}}+{\frac {y^{2}}{b^{2}}}=1,}
é
{\displaystyle C_{\rm {elipse}}\sim \pi {\sqrt {2\left(a^{2}+b^{2}\right)}}.}
Alguns limites inferiores e superiores do comprimento da elipse canônica com a ≥ b são:
{\displaystyle 2\pi b\leq C\leq 2\pi a,}
{\displaystyle \pi (a+b)\leq C\leq 4(a+b),}
{\displaystyle 4{\sqrt {a^{2}+b^{2}}}\leq C\leq \pi {\sqrt {2\left(a^{2}+b^{2}\right)}}.}
Aqui, o limite superior 2πa é o comprimento de um círculo concêntrico circunscrito passando pelos pontos finais do eixo maior da elipse, e o limite inferior {\displaystyle 4{\sqrt {a^{2}+b^{2}}}} é o perímetro de um losango inscrito com vértices nos pontos finais dos eixos maior e menor.
O comprimento de uma elipse pode ser expresso exatamente em termos da integral elíptica completa do segundo tipo. Mais precisamente,{\displaystyle C_{\rm {elipse}}=4a\int _{0}^{\pi /2}{\sqrt {1-e^{2}\sin ^{2}\theta }}\ d\theta ,}
em que a é o comprimento do semieixo maior e e é a excentricidade {\displaystyle {\sqrt {1-b^{2}/a^{2}}}.}